# Burg Erfenstein
Burg Erfenstein ist die sehr schadhafte Ruine einer mittelalterlichen Felsenburg im Pfälzerwald auf der Gemarkung der zur Ortsgemeinde Esthal im Landkreis Bad Dürkheim in Rheinland-Pfalz gehörenden Siedlung Erfenstein. Mit der benachbarten Burg Spangenberg ist sie durch die Sage von der Ledernen Brücke verbunden.

## Geographische Lage
Die Höhenburg liegt in 256 m Höhe links über dem dort durchs Elmsteiner Tal fließenden Speyerbach auf dem östlichen Sporn des 392,7 m hohen Wassersteinberg-Südostgipfels. Die Siedlung Erfenstein im Osten ist nur 150 m (Luftlinie) entfernt.

## Anlage

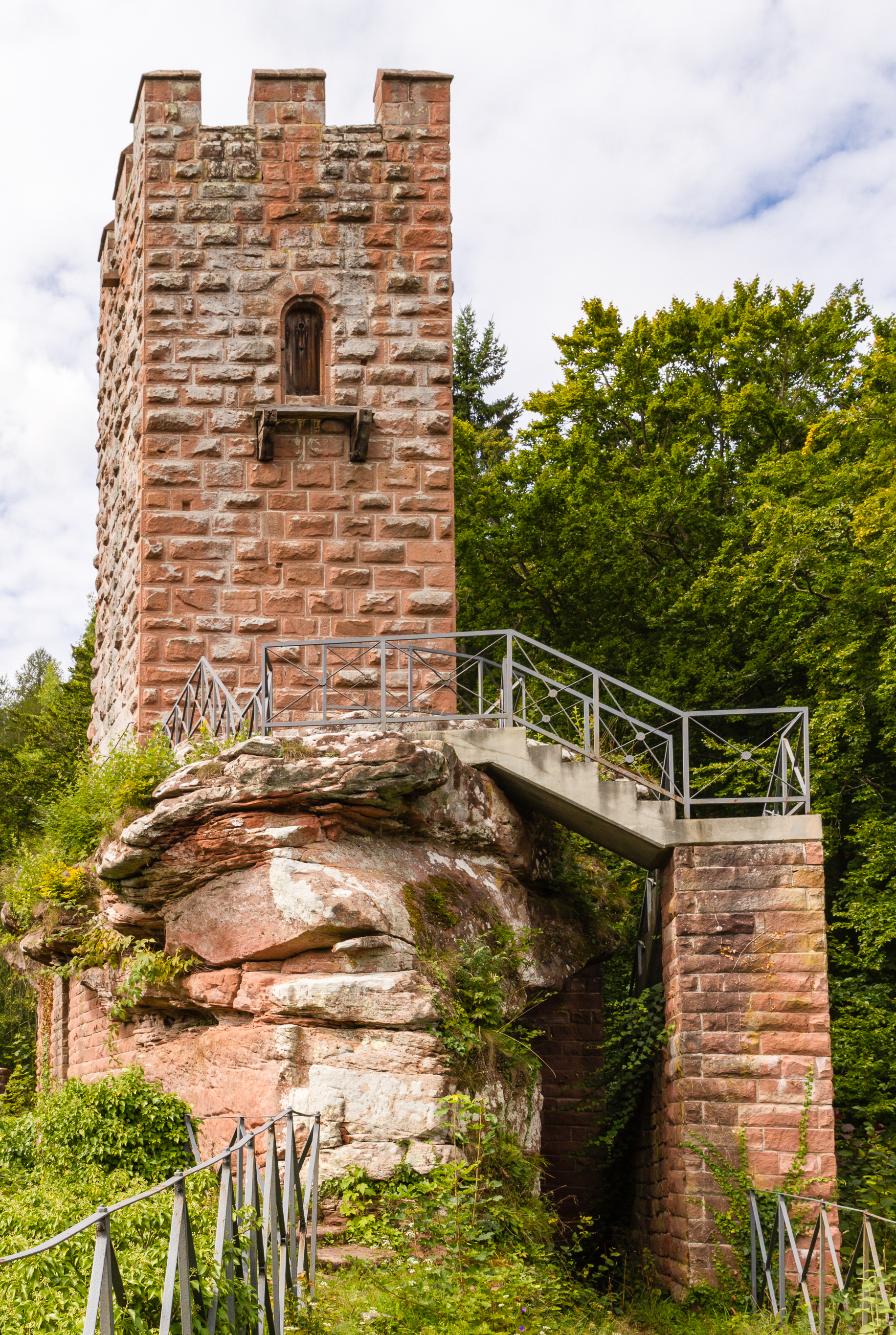
Anblick von Osten

Burg Erfenstein besteht aus den beiden Teilen Alt-Erfenstein und Neu-Erfenstein. Von der älteren Anlage, die etwas höher (268 m) als Neu-Erfenstein und 30 m westlich liegt, ist nichts erhalten außer dem nahezu vollständig mit Schutt verfüllten Halsgraben und – auf einem 8 m hohen Sandsteinfelsen – einigen Buckelquadern eines Bergfrieds, der einst eine quadratische Grundfläche hatte. Alt- und Neu-Erfenstein sind durch einen weiteren Halsgraben voneinander getrennt.
Die tiefer gelegene jüngere Anlage wird beherrscht von einem sehr gut erhaltenen Bergfried, dessen Eingang hoch auf der Ostseite liegt. Daneben sind Reste einer Ringmauer vorhanden. Rechteckige Höhlungen, die zur Aufnahme der Enden von Holzbalken bestimmt waren, weisen auf eine Stockwerkeinteilung hin.
Am Fuße des Sandsteinfelsens, der Neu-Erfenstein trägt, lag früher eine Unterburg, von der es noch weniger Überbleibsel gibt.
Im Gegensatz zur gegenüberliegenden Burg Spangenberg sind die freiliegenden Teile der Anlage in einem schlechten Zustand; Maßnahmen zur Sicherung der Bestände im Bereich der Oberburg und der beiden Halsgräben wären dringend geboten. Pflanzenbewuchs sowie die Besteigung der Felsen und Ruinen durch Besucher, besonders des Turmstumpfes der Oberburg, tragen zum weiteren Verfall der Anlage bei.

## Geschichte

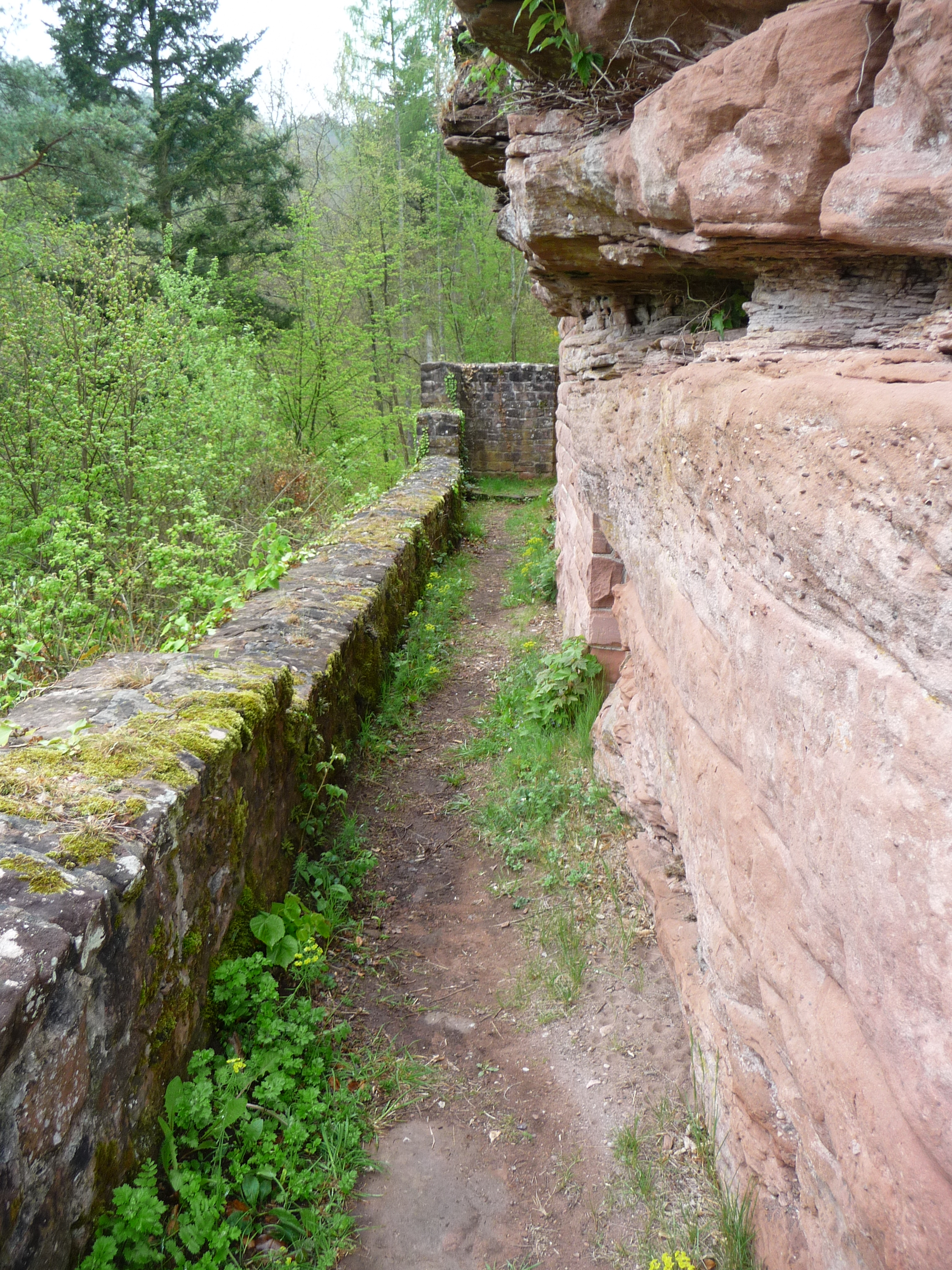
Teilweise rekonstruierter Burggraben

Wann und durch wen Erfenstein erbaut wurde, ist nicht sicher bekannt; doch als Gründer gelten die Leininger Grafen, auf deren Land Erfenstein lag. Vermutlich diente die Burg zur Sicherung der ausgedehnten leiningischen Waldbestände in der Gegend.
1272 berichtet eine erste Urkunde über einen Ministerialen Bock von Erfenstein, der dem niederen Adel im Leiningerland entstammte und mit seiner Familie die Burg bewohnte. Einem offenkundigen Abkömmling, Siegfried Bock von Erfenstein, wurden 1439 in der Gemeinde Dirmstein durch Urkunde bestimmte Rechte verliehen.
Über Vererbungen und Teilungen gehörte die Burg abwechselnd zwei Linien der Leininger, Leiningen-Hardenburg und Leiningen-Rixingen. Im Eigentum von Rixingen verblieb die Burg samt dem Dorf Esthal bis 1345, danach wurde sie in eine Ganerbenburg umgewandelt. Nach vielen Streitigkeiten unter den Miteigentümern gelangte die Burg 1415 an die Grafen von Sponheim. Als deren Familie ausstarb, fiel das Eigentum an Leiningen-Hardenburg zurück.
Burg Erfenstein und die benachbarte Burg Spangenberg gehörten stets verschiedenen Herren – anfangs Erfenstein wie erwähnt den Leininger Grafen und Spangenberg dem Speyerer Fürstbischof – und standen in entsprechender Konkurrenz zueinander. Als später die Eigentümer gewechselt hatten, kam es schließlich 1470 im Verlauf der Weißenburger Fehde zwischen Kurfürst Friedrich I. von der Pfalz und seinem Vetter, Herzog Ludwig I. von Pfalz-Zweibrücken, zur gegenseitigen Zerstörung beider Burgen, zunächst von Erfenstein, dann von Spangenberg. Burg Erfenstein ist seither Ruine.

## Sage

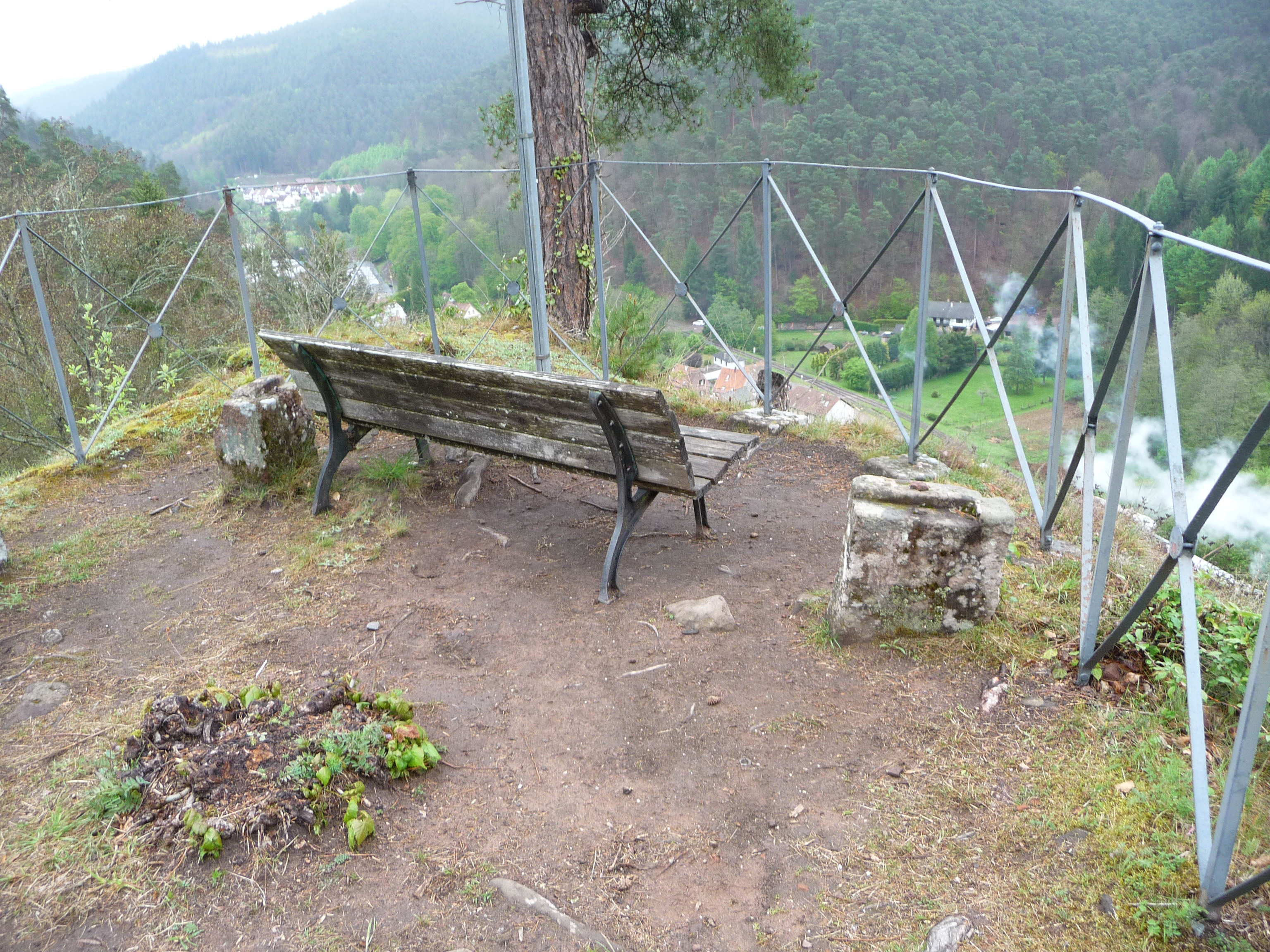
Blick übers Speyerbachtal